# Pszczółki Górne
Pszczółki Górne (prononciation : [ˈpʂt͡ʂuu̯ki ˈɡurnɛ]) est un village polonais de la gmina de Grudusk dans le powiat de Ciechanów de la voïvodie de Mazovie dans le centre-est de la Pologne.
Il se situe à environ 5 kilomètres à l'est de Grudusk (siège de la gmina), 21 kilomètres au nord de Ciechanów (siège du powiat) et à 95 kilomètres au nord de Varsovie (capitale de la Pologne).

## Histoire
De 1975 à 1998, le village appartenait administrativement à la voïvodie de Ciechanów.